# Da Rookies
Da Rookies sind eine professionelle Breakdance-Gruppe aus Magdeburg. Sie sind mehrfache Breakdance-Welt und -Europameister, deutsche Meister, zweifache Weltrekordhalter und Ehrenbotschafter. 2023 wurden Sie zu Magdeburger des Jahres gewählt.

## Geschichte
Im Sommer 1999 beschlossen die Gruppen The Real Fresh Crew und Per Anhalt sich unter dem Namen Da Rookies zusammenzuschließen. Ein Jahr später nahmen sie an nationalen und internationalen Breakdance-Meisterschaften teil. Sie wurden 2000 ostdeutscher Meister beim Battle of the East. In den darauf folgenden Jahren belegten sie zahlreiche erste Plätze, u. a. wurden sie dabei Deutscher Meister sowie Weltmeister 2002/03.
2005 eröffneten die Tänzer die Movement Dance Academy in Magdeburg. Sie gewannen im Jahr 2005 wieder den Europameister-Titel und wurden im Jahr 2006 erneut Weltmeister. 2013 gewannen sie die deutschen Meisterschaften. Da Rookies gründeten 2013 ihre eigene In-House-Agentur und Management-Firma Da Rookies Entertainment.
2013 entwickelten sie die Show Der Nussknacker – Klassik trifft auf Breakdance, die Elemente von Klassik, Ballett und Hip-Hop vereint. Nach mehreren Jahren wurde die Show 2018 komplett überarbeitet und mit einer LED-Produktion aufgewertet. Im gleichen Jahr ging die Formation auf eine Tournee durch 26 deutsche Städte. Dafür gründeten Da Rookies die Konzert- und Marketing-Agentur MaBa-Entertainment GmbH.
Im Februar 2019 erhielt die Formation die Auszeichnung „Ehrenbotschafter“ der Stadt Magdeburg für ihre langjährige Arbeit im kulturellen Bereich.
Im Dezember 2019 stellten sie einen Weltrekord mit Ihrer Show "Der Nussknacker" auf und wurden 2020 in gleich 2 Kategorien für den Musikpreis OPUS Klassik nominiert.
Im Januar 2023 wurde Nils Klebe und die Da Rookies bei der Volksstimme Wahl zu "Magdeburger des Jahres" gewählt.
2024 Gründung des Nachwuch & Leistungszentrums "Breaking Culture LSA.eV
2024 holten die Da Rookies gleich 4 Weltmeisterschaften nach Magdeburg und bauten um die WM das "Urban Dance Festival" mit über 60 kostenlosen Workshops in ganz Magdeburg.
2024 Umzug der Movement Dance Academy in neue Räumlichkeiten. Ab jetzt kann in 4 Sälen getanzt werden. 

## Pokale/Titel
- 1. Platz B-Boy Masters–Battle Pt. 2 1999
- 1. Platz International B-Boy Masters For Europe 1999
- 1. Platz Battle Of The East 2000[2]
- 1. Platz East European Breakdance Masters Prag 2000
- 1. Platz ADTV Deutsche Meisterschaft 2002
- 1. Platz IDO Breakdance World Cup Bremen 2002
- 1. Platz TAF Deutsche Meisterschaft Electric Boogie Duo 2004, nur D. Germer (später Solo) und N. Hilger
- 1. Platz Dutch Open Breakdance International Championship 2005
- 1. Platz IDO European Championships 2005
- 1. Platz Dutch Open 2006
- 1. Platz IDO Breakdance World Cup Bremen 2006[3]
- 1. Platz TAF Deutsche Meisterschaften 2013
- 1. Platz TAF Deutsche Meisterschaften Solo B-Boy White 2013
- 2. Platz IDO European Hip Hop Championship 2013
- Eintrag im Guinness-Buch der Rekorde
- 1. Platz TAF Deutsche Meisterschaft Solo B-Boy White 2014
- Ehrenbotschaftler der Stadt Magdeburg 2019
- 1. Platz Solo Deutscher Meister Breakdance Nils Klebe 2022
- 2023 Magdeburger des Jahres

## Mitglieder
Die Mitglieder der Formation (Stand 2019):
- Nils Klebe (auch Management/Projektleiter)
- Philip Barkholz
- Fama Ribeiro
- Konstantin Ernst
- Nico Prochnau
- Ian Müller (aus dem Nachwuchs)

Ehemalige Mitglieder:
- Christian „Crisrok“ Sasse
- Daniel „Sam Spade“ Klebe
- Dima „Dekorock“ Konvalinka
- Denis „Planet“ Germer
- Ingo „SL Hoshy“ Schadenberg
- Lars „Walle“ Walkowiak
- Marcel „Schlo“ Schlosser
- Martin „Soip“ Pluntke
- Nico „Swipe“ Hilger
- Sirko „Lochi“ Löschner
- Robin Frindte
- Michel Meier
- Monif (Mo) Mohamed